# Vorsortierbereich
Der Vorsortierbereich (auch Vorsortierstreifen oder einfach nur Sortierbereich) bezeichnet die Zusatzfahrstreifen und -fahrbahnen in einer Knotenpunktszufahrt. Diese bauliche Maßnahme dient der Abwicklung von großen Verkehrsbelastungen und zur Gewährleistung der Verkehrssicherheit. Eine Behinderung des Geradeausverkehrs durch Ab- und Einbieger wird reduziert. Im Vorsortierbereich haben die Verkehrsteilnehmer die Möglichkeit, sich gemäß ihrer Wunschrichtung einzuordnen. Zu diesem Zweck werden Linksabbieger- und Rechtsabbiegerfahrstreifen angeordnet. Die Zahl der Abbiegefahrstreifen hängt von der abzuwickelnden Verkehrsmenge und den Abbiegeströmen ab. Die Fahrstreifenmarkierungslinie ist im Vorsortierbereich noch unterbrochen, am Knotenpunkt selbst ist sie durchgezogen. Zu besseren Übersicht sind üblicherweise Richtungspfeile auf der Fahrbahn markiert.
Der Vorsortierbereich bzw. die Abbiegefahrstreifen dienen an Knotenpunkten als so genannter Stauraum. Es handelt sich dabei um Fahrbahnflächen, die von Fahrzeugen belegt werden können, die auf eine Fahrtfreigabe warten. Die Länge des Stauraums wird durch eine entsprechende Berechnung bemessen und beeinflusst die Leistungsfähigkeit eines Knotenpunktes wesentlich. Zu wenig Stauraum führt zu Behinderungen im Verkehrsfluss, zu viel Stauraum führt zu unnötigem Flächenverbrauch und ist unwirtschaftlich.
Wenn am Knotenpunkt eine Verkehrsampel, ein Stoppschild oder das Zeichen "Vorfahrt gewähren" angebracht ist, werden die Vorsortierstreifen mit einer Halte- bzw. Wartelinie abgeschlossen.